# Mozart (система программирования)
Mozart — мультиплатформенная интерпретирующая реализация языка программирования Oz разработанная Mozart Consortium.
Реализует такие парадигмы программирования как объектно-ориентированное программирование, функциональное программирование, логическое программирование, программирование, управляемое потоками данных, программирование в ограничениях, Н-модели.
Обладает простым, легко читаемым синтаксисом.
Имеет развитые средствами параллельного программирования, способен работать на вычислительном кластере. Средства синхронизации построены посредством потоков данных (англ. dataflow), то есть данные управляют программой. 
Дистрибутив включает IDE на основе расширения редактора Emacs: компилятор, отладчик, профайлер, Tcl/Tk (для реализации графического интерфейса) и другие утилиты.
Создавался коллективом специалистов нескольких европейских ВУЗов, в том числе и из России. Поддерживается несколько операционных систем: Windows, Linux, MacOS.